# تشارلز والاس ستيوارت
تشارلز والاس ستيوارت هو فلاح وسياسي كندي، ولد في 9 يونيو 1885 في كندا، وتوفي في 4 مارس 1950 في سانيتش في كندا. حزبياً، نشط في Progressive Party of Canada ‏. وقد انتخب عضو مجلس العموم الكندي.